# Бреси Бријер
Бреси Бријер (фр. Brécy-Brières) насеље је и општина у североисточној Француској у региону Шампањ-Арден, у департману Ардени која припада префектури Вузје.
По подацима из 2011. године у општини је живело 70 становника, а густина насељености је износила 8,06 становника/km². Општина се простире на површини од 8,68 km². Налази се на средњој надморској висини од 109 метара.

## Демографија
| 1962. | 1968. | 1975. | 1982. | 1990. | 1999. | 2011. |
| ----- | ----- | ----- | ----- | ----- | ----- | ----- |
| 72    | 109   | 93    | 84    | 73    | 84    | 70    |

График промене броја становника у току последњих година